# パスコ (航空測量)
株式会社パスコ（英: PASCO CORPORATION）は、東京都目黒区下目黒に本社を置く航空測量、空間情報事業、または建設コンサルタント事業を行う大手企業である。航空測量及び地理空間情報サービスでは国内最大手。

## 概要
測量・計測の国内最大手であり、測量から得られた地形・地図データ（空間情報）を、その他の業務と連携させる空間情報サービスの開発・提供に強みをもつ。
納入例として、官公庁・自治体における都市計画・固定資産評価・道路管理・水道管理等の業務支援ならびに各種システム・サービス提供のほか、エリアマーケティングやロジスティクス分野における効率化などのサービス提供などがある。
1999年にセコムの傘下に入る。
現在、子会社を含めたパスコグループ全体でみると、航空写真測量では世界トップレベル。また航空運送事業以外の空運業としては唯一の東証上場企業であった。
なお、同じ読みである「パスコ（Pasco）」ブランドを持つ製パン業者である敷島製パンとは無関係である。
国や地方自治体など公共関連発注案件の納期が3月末に集中し、その入金が4・5月になることから、決算期の3月末時点では売掛金と借入金の額が増加する季節変動要因が大きい特徴がある。

## 主な事業部門
国内民間部門
市場分析や出店計画策定のためのエリアマーケティングサービス（MarketPlanner：マーケットプランナー、商圏大勝）や、物流分野効率化（LogiSTAR：ロジスター）、移動態の管理を行うロジスティックスソリューション（PLS：PASCO Location Service）などのソリューションを提供。このほか、企業の危機管理を支援する災害リスク情報サービス（DR-Info：ディーアールインフォ）ためのBCP（事業継続計画）策定支援や、災害発生時の徒歩帰宅・出勤を支援する帰宅支援マップサービスを提供。
国内公共部門
航空機による写真撮影から、航空写真データや地図を作り出し、地方公共団体、国や都道府県向けに事業を展開。また、これらの空間情報を活用した固定資産管理・評価、都市計画、道路管理、上下水管理などの業務支援アプリケーションを総合行政ネットワーク（LGWAN）で提供するほか、住民とのコミュニケーションツールとして地図を使ったWeb型情報公開サービス「わが街ガイド」も提供している。このほか、環境調査、文化財、災害対策などの事業も展開。
海外際部門
世界各国（ベルギー、アメリカ、タイ、フィリピン、インドネシア、中国など）のグループ会社を拠点に世界に空間情報サービスを提供。環境・災害モニタリングから国土基本図作成、各種アプリケーションの提供のほか、空間情報コンサルティング、人材育成、技術支援も行う。排出権取引が世界で注目される中、人工衛星や航空機と現地調査を組み合わせて、地球上の森林資源の把握や二酸化炭素吸収量の算出に取り組む。

## 沿革
- 1953年 （昭和28年）、パシフイック航空測量株式会社として創業
- 1960年 （昭和35年）、航空機使用事業免許取得
- 1962年 （昭和37年）、東京証券取引所市場第二部に上場
- 1974年 （昭和49年）、東京証券取引所市場第一部に上場
- 1981年 （昭和56年）、米国のESRI社の地理情報システム（GIS）基本ソフトの販売開始
- 1983年 （昭和58年）、商号を「株式会社パスコ」に変更
- 1985年 （昭和60年）、株式会社GIS北海道を設立（現・連結子会社）
- 1986年 （昭和61年）、株式会社GIS関東を設立（現・連結子会社）
- 1989年 （昭和64年）、フィリピンにPASCO Philippines Corporationを設立（現・連結子会社）
- 1992年 （平成4年）、国立天文台野辺山宇宙電波観測所の電波ヘリオグラフの精密測量実施
- 1997年 （平成9年）、山梨県リニアモーターカー実験線のGPS基準点測量、精密測量を実施
- 1998年 （平成10年）、全庁型GISパッケージソフト「PasCAL」 の販売を開始
- 1999年 （平成11年）
  - 「品質マネジメントシステム（QMS）：ISO 9001[JISQ 9001]」の認証取得、
  - セコム資本参加
- 2000年 （平成12年）、航空写真測量のフルデジタル化技術を導入
- 2002年 （平成14年）
  - 三次元デジタル都市モデル「MAPCUBE」サービス開始、
  - 「情報セキュリティマネジメントシステム（ISMS）：ISO/IEC 27001[JISQ 27001]」の認証取得
- 2003年 （平成15年）
  - 「環境マネジメントシステム(EMS)：ISO 14001[JISQ 14001]」の認証取得
  - タイにPASCO (Thailand) Co., Ltd.を設立（現・連結子会社）
  - 配送計画支援システム「LogiSTAR」の販売を開始
  - エリアマーケティングシステム「MarketPlanner」のサービス開始
- 2004年 （平成16年）、デジタル画像自動処理システムの稼動開始
- 2005年 （平成17年）
  - ドイツのInfoterra GmbH（現・Airbus Defence and Space GmbH）と衛星利用に関するパートナー契約を締結し、合成開口レーダ（SAR）衛星「TerraSAR-X」の撮影データ国内独占販売権を取得
  - 「帰宅支援マップサービス」開始
  - 「プライバシーマーク[個人情報保護マネジメントシステム(PMS)]：[JISQ 15001]」の認定取得
- 2006年 （平成18年）、インドネシアのPT. Nusantara Secom InfoTechがグループ入り（現・連結子会社）
- 2007年 （平成19年）
  - 人工衛星データ受信局（沖縄地球局）を設置
  - 合成開口レーダ（SAR）衛星「TerraSAR-X」の運用とサービスを開始
- 2010年 （平成22年）
  - MMS（モービルマッピングシステム）高精度情報センター設立
  - 東日本総合計画株式会社がグループ入り（現・連結子会社）
- 2011年 （平成23年）
  - GISクラウドサービス「PasCAL for LGWAN」の提供を開始
  - フランスのSpot Image S.A.,（現・Airbus DS Geo S.A.）と超高解像度光学衛星「Pléiades」のダイレクトアクセスサービス契約を締結し、撮影データの国内販売権を取得
- 2014年 （平成26年）
  - 災害リスク情報サービス「DR-Info」提供開始
  - 陸域観測技術衛星2号「だいち2号」（ALOS-2）撮影データの配布開始
  - フランスのAirbus DS Geo S.A.と中分解能光学衛星「SPOTシリーズ」撮影データの国内総代理店契約を締結
  - 株式会社サテライトイメージマーケティングがグループ入り（現・連結子会社）
- 2016年（平成28年）
  - 「国土強靭化貢献団体」としてレジリエンス認証取得
  - 「アセットマネジメントシステム(AMS)：ISO 55001[JISQ 55001]」の認証取得
  - 三菱電機株式会社、株式会社ゼンリン、株式会社パスコ、アイサンテクノロジー株式会社、インクリメント・ピー株式会社（現ジオテクノロジーズ株式会社）、株式会社トヨタマップマスターの6社が、いすゞ自動車株式会社、スズキ株式会社、トヨタ自動車株式会社、日産自動車株式会社、富士重工業株式会社（現株式会社SUBARU）、本田技研工業株式会社、マツダ株式会社、三菱自動車工業株式会社とともに、「ダイナミックマップ基盤企画株式会社」を設立。自動走行・安全運転支 援システムの実現に必要となる高精度3次元地図等（ダイナミックマップ協調領域）の整備や実証、運用に向けた検討を進める事に合意。[8]
- 2017年（平成29年）
  - 「ITサービスマネジメントシステム(ITSMS)：ISO/IEC 20000-1[JISQ 20000-1]」の認証取得
  - 「クラウドセキュリティ(ISMS-CLS)：ISO/IEC 27017[JISQ 27017]」の認証取得
  - 株式会社産業革新機構、三菱電機株式会社、株式会社ゼンリン、株式会社パスコ、アイサンテクノロジー株式会社、インクリメント・ピー株式会社（現ジオテクノロジーズ株式会社）、株式会社トヨタマップマスターの引受7社にて、高精度３次元地図データの研究・ 開発・実証を行うダイナミックマップ基盤企画株式会社（DMP）が新たな事業 展開を推進するために行う第三者割当増資を引き受け、総額 37 億円を出資。[9]
- 2018年（平成30年）
  - 「パスコグループ中期経営計画 2018-2022」を策定
  - 株式会社日立システムズとの協業により、ドローンによる３次元測量の支援サービスを開始
  - 物流ソリューションで株式会社ナビタイムジャパンと業務提携
  - 2018年度大規模自然災害等の被災地域支援活動に対し、環境大臣賞を受賞
- 2019年（令和元年）
  - 公共事業における測量・調査・計画、用地の確保、土地所有者の調査や補償コンサルタント等で、東電用地株式会社と業務提携
  - 宇宙関連事業でスカパーJSAT株式会社と業務提携
  - 水陸同時計測できるドローン搭載型グリーンレーザースキャナの販売開始
  - 高精細な3次元データが取得可能な航空機搭載型レーザー計測機（Terrain Mapper）を日本初導入
  - 北海道大学、東北大学および国立台湾海洋大学と共同開発した海洋観測カメラによる有色溶存有機物の観測に成功
  - インドネシア国立航空宇宙研究所（LAPAN）と地球観測衛星データの活用に関する実証実験を開始
- 2020年（令和2年）
  - 「スマート農業」普及のため、東京農業大学および東京情報大学と包括連携協定を締結
  - 物流ソリューションで株式会社モノフルと業務提携
  - 応用地質株式会社とリスク情報プラットフォーム構築の検討を開始
  - 空間情報事業分野におけるAI（人工知能）人材の育成に特化した独自の教育プログラムを東京大学エドテック連携研究機構と共同で開発、九州大学と連携した「Ｇ空間情報技術を活用した地域防災システム」の研究と社会実装で、内閣府の「第4回宇宙開発利用大賞 環境大臣賞」を受賞
  - AIで解析する「衛星を活用した森林変化情報サービス」を開始
  - 長年にわたる海外の国土開発への協力に対し、小沢海外功労賞を受賞
  - 地域のバイオマス資源循環と経済循環を生み出す「夢プロジェクトさくま」に参画
  - 米スカイライン・ソフトウェア・システムズ社と戦略的パートナーシップ提携に向けた覚書を締結
  - 道路計測車両システム「Real Dimension」の運用を開始
  - 国土交通省が全国約50都市で取り組む「まちづくりの DX」事業に参画
- 2021年（令和3年）
  - 2019年度、2020年度大規模自然災害等の被災地域支援活動に対し、環境大臣賞を受賞
  - 衛星データサービス企画株式会社に出資
  - 東京都目黒区下目黒に本社を移転
  - セコムグループの一員として｢SBT｣認定を取得、｢RE100｣に加盟
  - セコム株式会社と自律飛行ドローンを活用した公共インフラ巡回監視の実証実験に着手
  - 米Vexcel Imaging社（ベクセル社）と日本国内における航空写真データの整備に関する契約を締結
  - 不動産ソリューション「LandManager Realestate（LMR）売買版」のサービスを開始
  - 業界の垣根を超えた13社共同で「防災コンソーシアム（CORE）」を発足
  - 港湾 DX と洋上風力発電の調査・計画を支援するため海洋における空間情報の計測体制を強化
- 2022年（令和4年）
  - 株式会社奥村組・株式会社ビーイング3社共同で「5 次元施工シミュレーションシステム」を開発
  - 地理空間情報の世界的なコミュニティGeoawesomenessから「世界の地理空間関連企業トップ100 社」に選出
  - 東京証券取引所の新市場区分「スタンダード市場」に移行
  - 米スカイライン・ソフトウェア・システムズ社と販売代理店契約を締結、 3 次元ビジュアライゼーションソフトウェアの販売を開始
  - 次世代の物流ソリューション「LogiSTAR Geospatial LINKS」のサービスを開始
  - 防犯カメラ等の映像から浸水状況を即時把握するAI解析モデルを開発
  - 経済産業省が選定する「DX認定事業者」に認定
- 2023年（令和5年）
  - 首里城公園で管理運営のDX化を目指した実証実験に参加
  - 国土交通省から「インフラDX 大賞」を受賞
  - IoTインフラ遠隔監視サービス「Infra Eye」の販売を開始
- 2024年（令和6年）
  - 9月6日から10月22日までセコムと伊藤忠商事傘下のISフロンティアパートナーズが本企業の株式非公開化を目的とした株式公開買付け（TOB）を実施、両社の株式所有割合が94.66%となった[10]。
- 2025年（令和7年）
  - 1月7日に東京証券取引所スタンダード市場上場廃止。1月9日付で株式併合によりセコム以外の株主の保有する株式は1株未満の端数となる。端数株をISフロンティアパートナーズが今後買い取ることで、持株比率をセコム75%、ISフロンティアパートナーズ25%となる[2]。

## 関係会社

### 連結子会社（2023年3月31日時点）
- 株式会社GIS北海道（札幌市中央区）
- 株式会社GIS関東（さいたま市見沼区）
- 株式会社ミッドマップ東京（東京都目黒区）
- 東日本総合計画株式会社（川越市）
- 株式会社サテライトイメージマーケティング（東京都目黒区）
- PASCO Philippines Corporation（フィリピン共和国・マニラ市）
- PASCO (Thailand) Co., Ltd.（タイ王国・バンコク）
- PT. Nusantara Secom InfoTech（インドネシア共和国・ジャカルタ）

### 関連会社
- 共立航空撮影（東京都三鷹市）（航空測量）